# Museo Marconi
Il Museo Marconi, dedicato alla nascita e agli sviluppi delle radiocomunicazioni, ha sede presso Villa Griffone a Pontecchio Marconi, residenza di campagna della famiglia di Guglielmo Marconi.
Proprio in questi ambienti - che si conservano intatti nella struttura - il giovane inventore realizzò nel biennio 1894-1895 i suoi primi decisivi esperimenti di radiotelegrafia.
Il Museo ospita accurate riproduzioni funzionanti di alcuni apparati scientifici di fine Ottocento, un certo numero di moderni apparati interattivi nonché una serie di strumenti didattici che introducono alla storia dell'elettricità e a quella della radio.
Alcuni anni dopo la morte dell'inventore, ai piedi della Villa fu eretto il Mausoleo, che ospita le salme di Guglielmo Marconi e della seconda moglie, Maria Cristina Bezzi Scali.